# Ixodes hirsti
Ixodes hirsti är en fästingart som beskrevs av Arthur Hill Hassall 1931. Ixodes hirsti ingår i släktet Ixodes och familjen hårda fästingar. Inga underarter finns listade i Catalogue of Life.